# Partido Adelante Ecuatoriano Adelante
El Partido Adelante Ecuatoriano Adelante fue un partido político del Ecuador, fundado en 2016 como reforma del Partido Renovador Institucional Acción Nacional, manteniendo la misma directiva y liderazgo de Álvaro Noboa, cambiando solo el nombre, de igual manera manteniendo su estilo populista y personalista basada en la imagen de Noboa mantuvo la lista 7, los colores amarillo y azul y el mismo logo.

## Historia
Para las elecciones presidenciales de Ecuador de 2017 inicialmente se propuso la candidatura de Álvaro Noboa, pero la retiró antes de las inscripciones para facilitar el triunfo de la oposición contra el candidato oficialista Lenín Moreno, apoyando a Guillermo Lasso. Sin embargo, si propuso candidatos para las elecciones legislativas de Ecuador de 2017, pero no obtuvo ningún asambleísta.  Participó para las elecciones seccionales de Ecuador de 2019 obteniendo una prefectura en alianza con el Movimiento CREO y otros partidos políticos y seis alcaldías, mejorando levemente sus resultados en comparación a la elección anterior. Sin embargo, el 30 de junio de 2020 el Consejo Nacional Electoral (CNE) dispone la eliminación del partido del registro de organizaciones políticas.
El 21 de agosto de 2020, el Tribunal Contencioso Electoral (TCE) deja sin efecto la resolución del CNE de eliminar al partido del registro de partidos y movimientos políticos, permitiendo su participación en las elecciones presidenciales y legislativas de 2021, y confirmando así la sexta candidatura presidencial de Noboa. Sin embargo, días después sería el propio Álvaro Noboa quien desistiría de correr por una sexta candidatura presidencial, en señal de unidad entre los partidos y movimientos de derecha. El 9 de septiembre de 2020, el TCE da paso a la apelación presentada por la Presidenta del CNE, Diana Atamaint, confirmando la eliminación del partido del registro electoral e impidiendo su participación en las elecciones generales de 2021. Tras la eliminación del partido, el 7 de noviembre de 2020, Noboa anuncia nuevamente su sexta candidatura presidencial, esta vez bajo el apoyo del Movimiento Justicia Social lista 11.

## Resultados electorales

### Elecciones Legislativas
| Año  | Cabeza de lista | Votos     | Escaños | Resultados       |
| ---- | --------------- | --------- | ------- | ---------------- |
| 2017 | Sylka Sánchez   | 1,025,310 | 0/137   | \| \| 00.00 % \| |
|      | 00.00 %         |           |         |                  |

### Elecciones Seccionales
|  | 4.30 % |

|  | 2.71 % |